# Château-sur-Epte
Château-sur-Epte is een gemeente in het Franse departement Eure in de regio Normandië en telt 661 inwoners (1999).
Château-sur-Epte maakt deel uit van het arrondissement Les Andelys en sinds 22 maart 2015 van het kanton Les Andelys toen het kanton Écos, waar de gemeente toe behoorde, werd opgeheven.

## Geografie
De oppervlakte van Château-sur-Epte bedraagt 4,6 km², de bevolkingsdichtheid is 143,7 inwoners per km².
De onderstaande kaart toont de ligging van Château-sur-Epte met de belangrijkste infrastructuur en aangrenzende gemeenten.

## Demografie
Onderstaande figuur toont het verloop van het inwonertal (bron: INSEE-tellingen).